# 馬摠
馬 摠（ば そう、生年不詳 - 823年）は、唐代の官僚。字は会元。本貫は京兆府興平県。

## 経歴
吉州刺史の馬侅の子として生まれた。幼くして父を失い、貧苦の中で学問を好んだ。性格は剛直で、みだりに交遊しなかった。貞元15年（799年）、姚南仲が滑州に駐屯すると、馬摠は召し出されて従事となった。姚南仲は監軍の薛盈珍と合わず、薛盈珍の誣告を受けて罷免されると、馬摠も連座して泉州別駕に左遷された。福建観察使の柳冕が馬摠を殺そうとしたが、従事の穆賛が弁護して馬摠の無罪を主張したため、馬摠は死を免れた。のちに恩王傅に転じた。
元和元年（806年）、馬摠は虔州刺史に転じた。元和4年（809年）、安南都護・兼御史中丞・邕管経略使をつとめた。馬摠は後漢の馬援が銅柱を立てたところに、銅1500斤を使って新たに2柱を立てて、唐の功績を刻ませた。
元和8年（813年）、馬摠は桂州刺史・桂管経略観察使に転じた。入朝して刑部侍郎となった。裴度が淮西宣慰使となると、馬摠は制置副使をつとめた。元和12年（817年）、呉元済が処刑されると、馬摠は裴度の命で蔡州に留められ、知彰義軍留後をつとめた。ほどなく検校工部尚書・蔡州刺史・兼御史大夫・淮西節度使をつとめた。
元和13年（818年）、馬摠は許州刺史・忠武軍節度・陳許溵等州観察処置等使に転じた。元和14年（819年）、華州刺史・潼関防禦・鎮国軍使となった。
馬摠は検校刑部尚書・鄆州刺史・天平軍節度・鄆曹濮等州観察等使に転じた。長慶2年（822年）、検校尚書左僕射を加えられ、入朝して戸部尚書となった。長慶3年（823年）、死去した。尚書右僕射の位を追贈された。諡は懿といった。著書に『奏議集』・『年暦』・『通暦』・『子鈔』などがあり、当時に通行した。

## 伝記資料
- 『旧唐書』巻157 列伝第107
- 『新唐書』巻163 列伝第88